# WTA New Jersey 1978
Il WTA New Jersey 1978 è stato un torneo di tennis giocato sul cemento. È stata la 1ª edizione del torneo, che fa parte del WTA Tour 1978. Si è giocato a Mahwah negli USA dal 21 al 27 agosto 1978.

## Campionesse

### Singolare
Virginia Wade ha battuto in finale  Kerry Reid con il punteggio di 1–6, 6–1, 6–4

### Doppio
Ilana Kloss /  Marise Kruger hanno battuto in finale  Barbara Potter /  Pam Whytcross con il punteggio di 6–3, 6–1